# 神戸市立藍那小学校
神戸市立藍那小学校（こうべしりつ あいなしょうがっこう）は、兵庫県神戸市北区山田町藍那字蛇谷に所在する公立小学校。

## 概要
本校の校舎は、2020年現在において神戸市内では唯一の木造校舎となっている。

## 沿革
- 1873年（明治6年）5月 - 藍那村大中寺境内に藍那小学校として開校。[2]
- 1887年（明治20年）4月28日 - 藍那簡易小学校と改称。
- 1892年（明治25年）4月20日 - 藍那尋常小学校と改称。
- 1897年（明治30年）3月15日 - 現在地に移転。
- 1925年（大正14年）4月1日 - 高等科を併設し、藍那尋常高等小学校と改称。
- 1941年（昭和16年）4月1日 - 武庫郡藍那国民学校と改称。
- 1947年（昭和22年）4月1日 - 神戸市立藍那小学校と改称。
- 1953年（昭和28年）3月18日 - 校歌制定。
- 1995年（平成7年）1月17日 - 阪神・淡路大震災が発生。臨時休校となる。
- 2011年（平成23年）5月28日 - 学校田新設。
- 2012年（平成24年）- 小規模特認校開始。
- 2015年（平成27年）- 学校キャラクター・まりあちゃん誕生。

## 通学区域
神戸市北区に属する。
- 山田町小河、山田町藍那[4]

※卒業後は基本的に神戸市立鈴蘭台中学校に進学する。

## 交通
- 神戸電鉄粟生線 藍那駅より徒歩

## 校区周辺
- 藍那天津彦根神社
- 国営明石海峡公園 神戸地区 あいな里山公園

## 校区が隣接している学校
- 神戸市立山田小学校
- 神戸市立泉台小学校
- 神戸市立北五葉小学校
- 神戸市立星和台小学校
- 神戸市立谷上小学校
- 神戸市立太山寺小学校
- 神戸市立木津小学校